# Lomnice, Bruntál
Lomnice là một làng thuộc huyện Bruntál, vùng Moravskoslezský, Cộng hòa Séc.